# Comuna Mîkolaiivka, Semenivka
Mîkolaiivka (în ucraineană Миколаївка) este o comună în raionul Semenivka, regiunea Cernihiv, Ucraina, formată din satele Mîkolaiivka (reședința) și Zaliznîi Mist.

## Demografie
Componența lingvistică a comunei Mîkolaiivka
     Ucraineană (71,04%)
     Rusă (28,51%)
Conform recensământului din 2001, majoritatea populației comunei Mîkolaiivka era vorbitoare de ucraineană (71,04%), existând în minoritate și vorbitori de rusă (28,51%).